# 静观镇
静观镇，是中华人民共和国重庆市北碚区下辖的一个乡镇级行政单位。

## 行政区划
静观镇下辖以下地区：
志达社区、兴城社区、素心村、万全村、天星村、九堰村、双塘村、大坪村、金堂村、花园村、塔坪村、罗坪村、集真村、陡梯村、和睦村、吉安村和中华村。